# کارتاخنا، اسپانیا
کارتاخنا (به اسپانیایی: Cartagena) یکی از شهرداری‌های کومارکای شرقی و در بخش خودمختار مورسیا در کشور اسپانیا قرار دارد. تا سال ۲۰۱۲ مساحت این شهرداری ۵۵۸ کیلومتر مربع و جمعیت آن ۲۱۶٬۶۵۵ تَن می‌باشد.
این شهر یکی از مهم‌ترین شهرهای جنوب اسپانیا از دوران باستان بوده‌است. شواهدی افسانه‌ای از نویسندگان باستانی مانند سیلیوس ایتالیکوس، ژوستین، استرابون یا تروگ پمپه‌ای در دست است که تئوکرُس در ۱۱۸۴ پیش از میلاد پس از اینکه پدرش تِلامُن او را تبعید نمود این شهر را بنیان نهاده‌است.

## نگارخانه

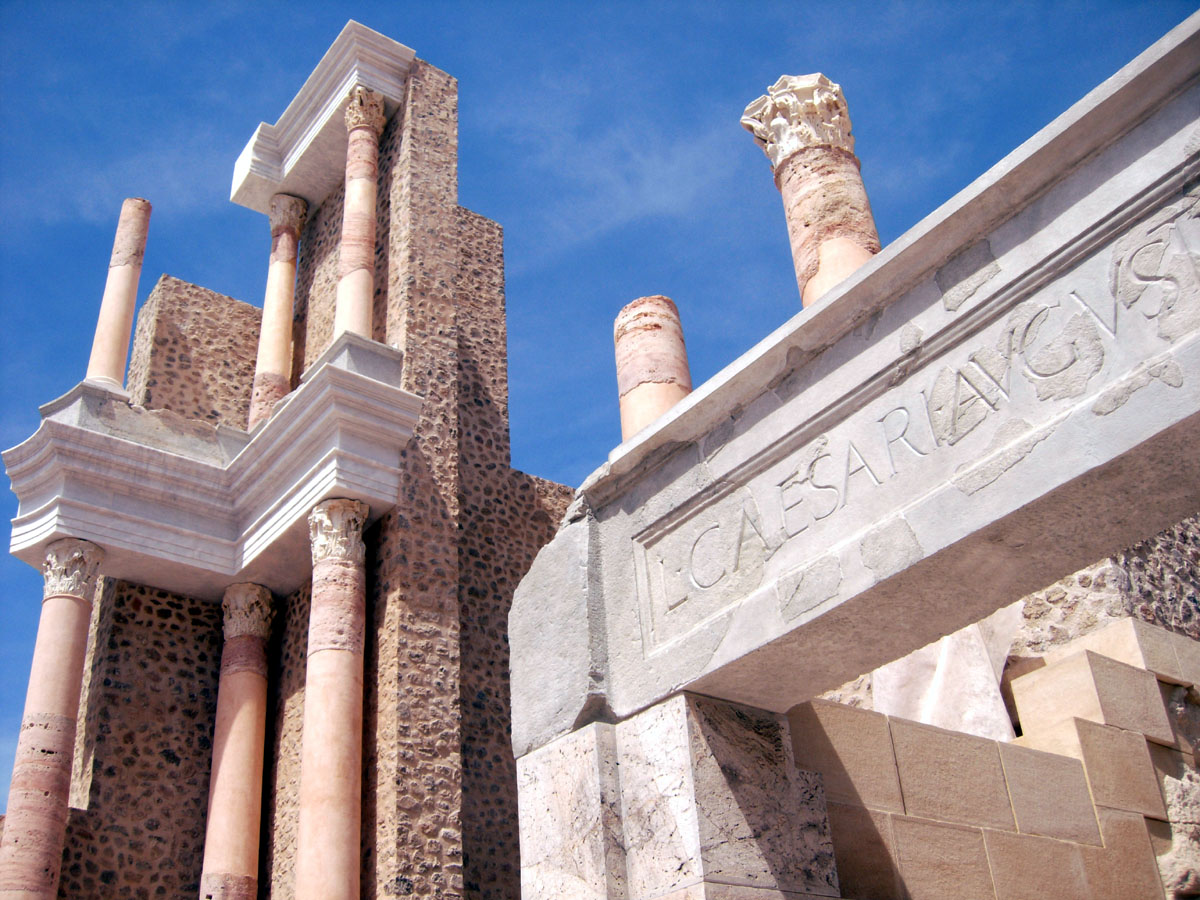
بازمانده تئاتر کارتاژ نووا؛ نام لوسیوس سزار پس از بازسازی بر روی سردر ورودی نوشته شد
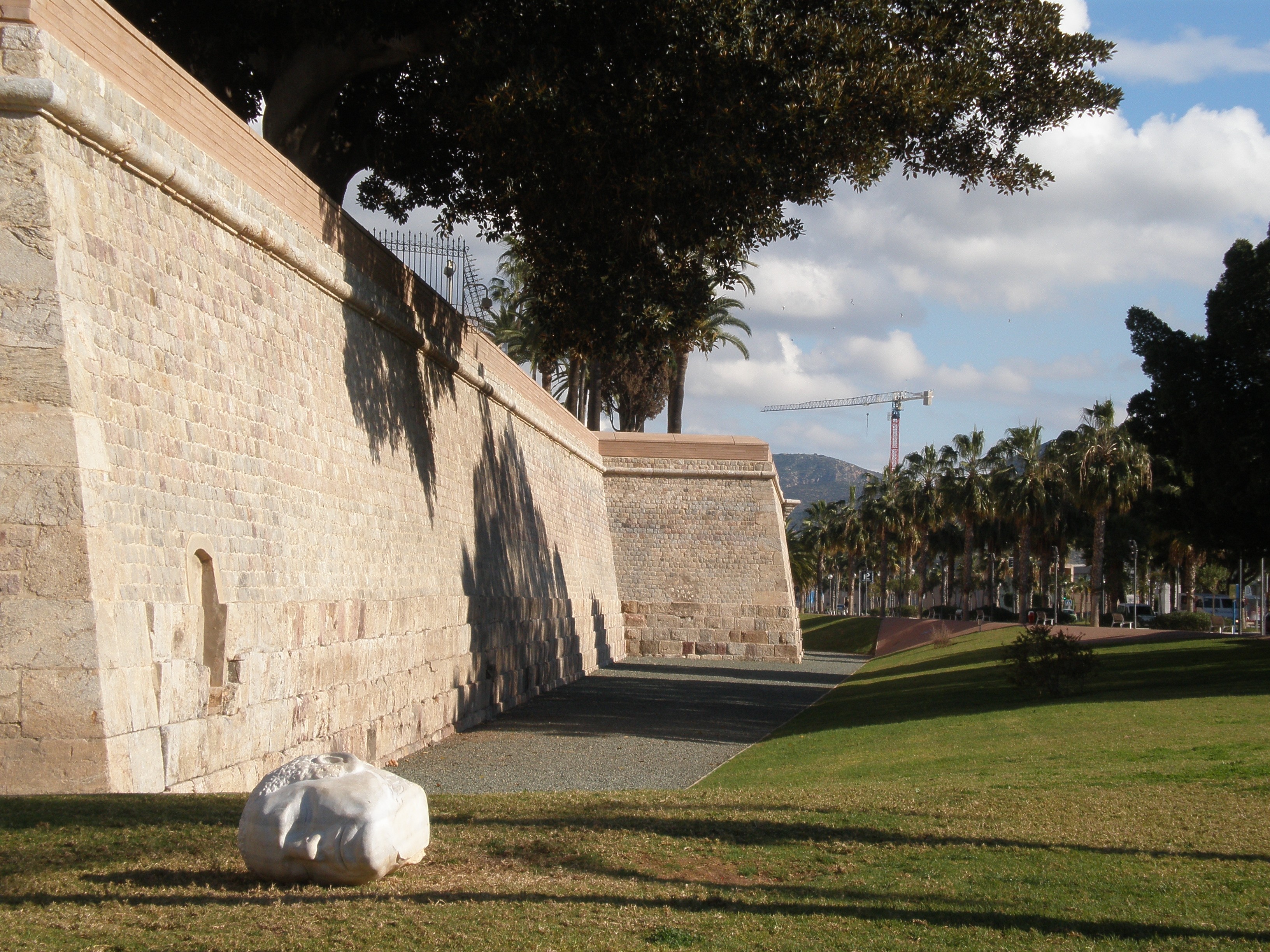
دیوارهای باقیمانده از دوران کارل پنجم، امپراتور مقدس روم
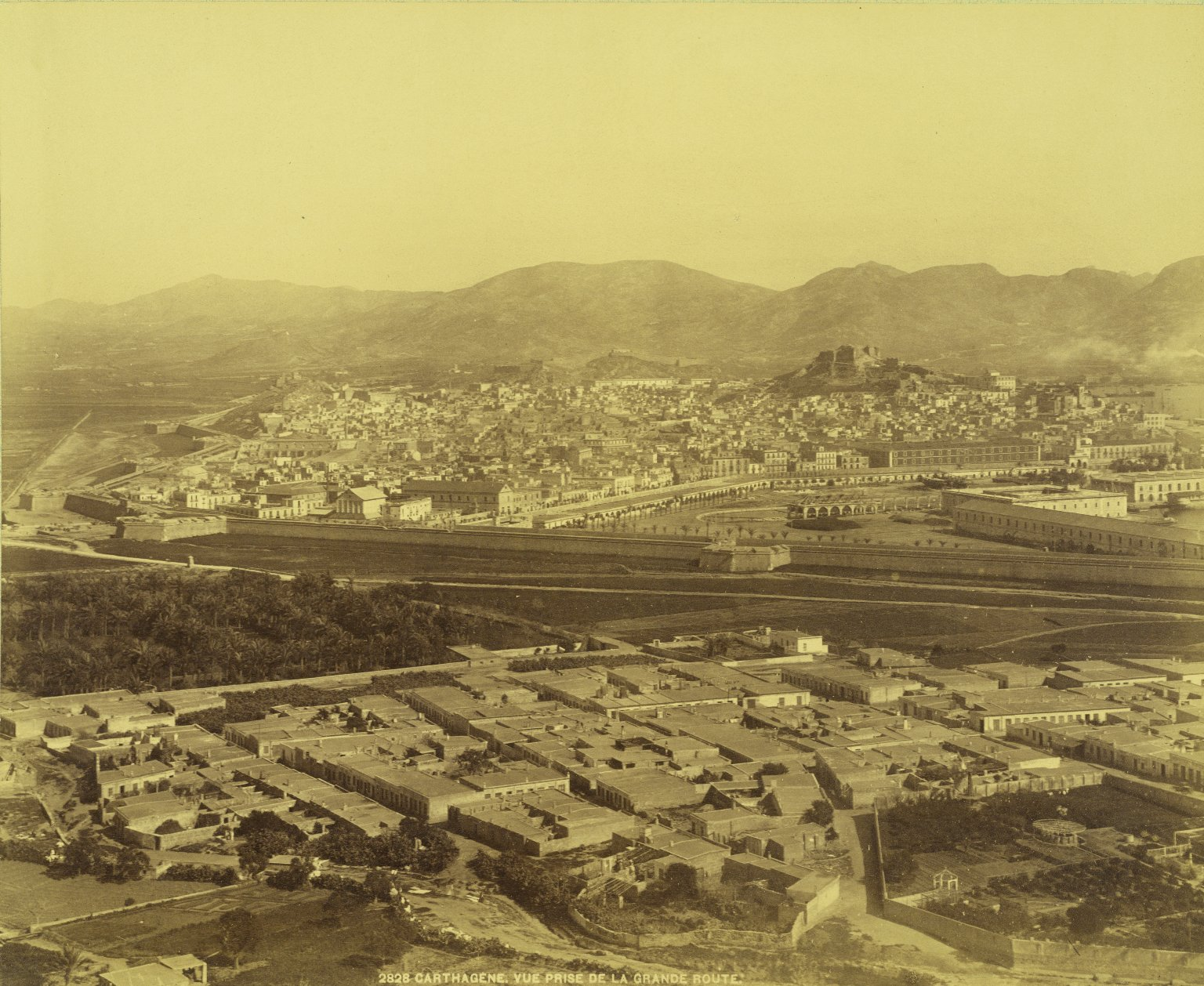
نگاره‌ای از شهر کارتاخنا در بین ساله‌های ۱۸۶۵-۱۸۹۵ میلادی
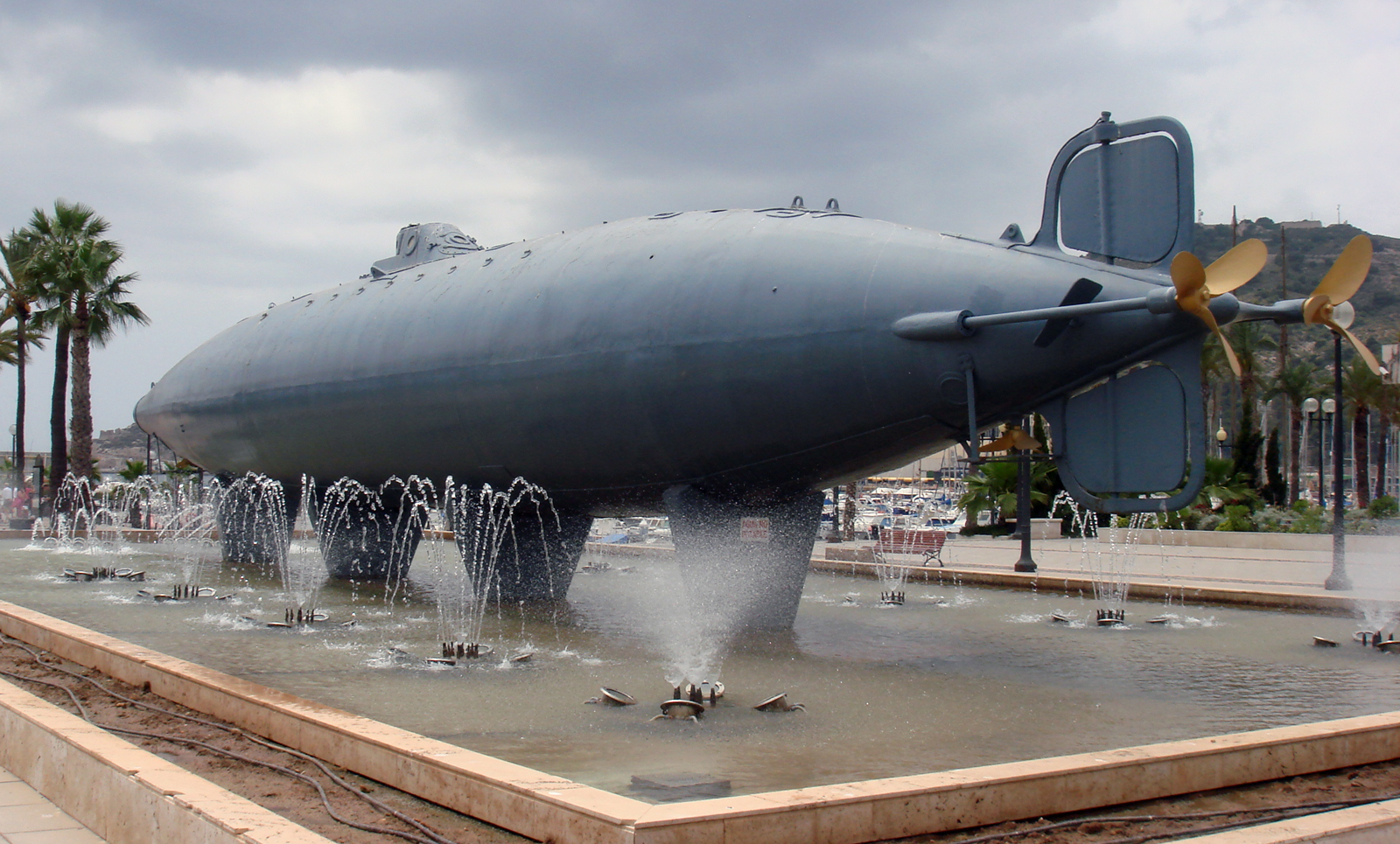
یک زیردریایی که در اسکله شهر کارتاخنا به نمایش درآمده است(۲۰۰۷)
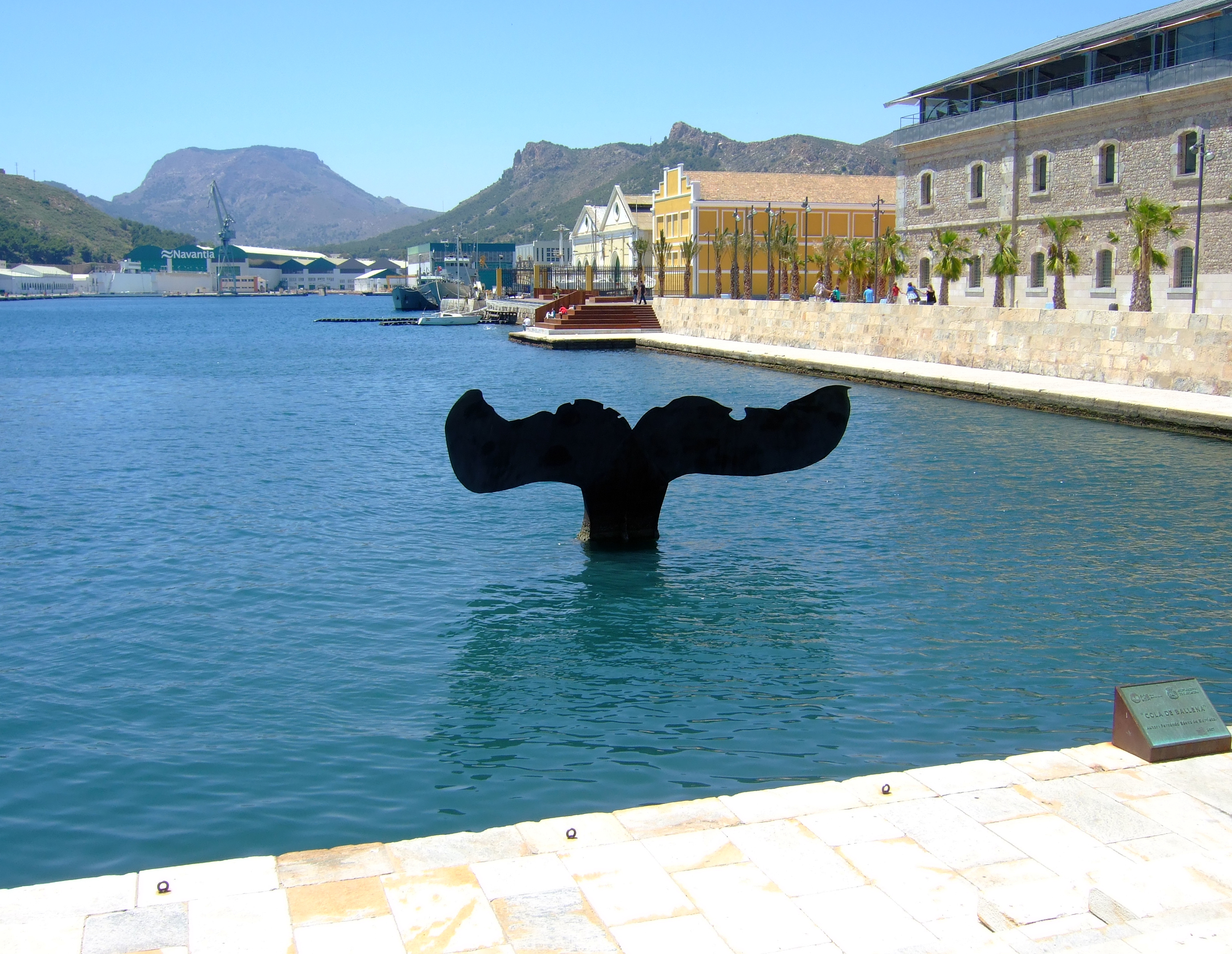
نمایی از بندر کارتاخنا